# Benicio del Toro

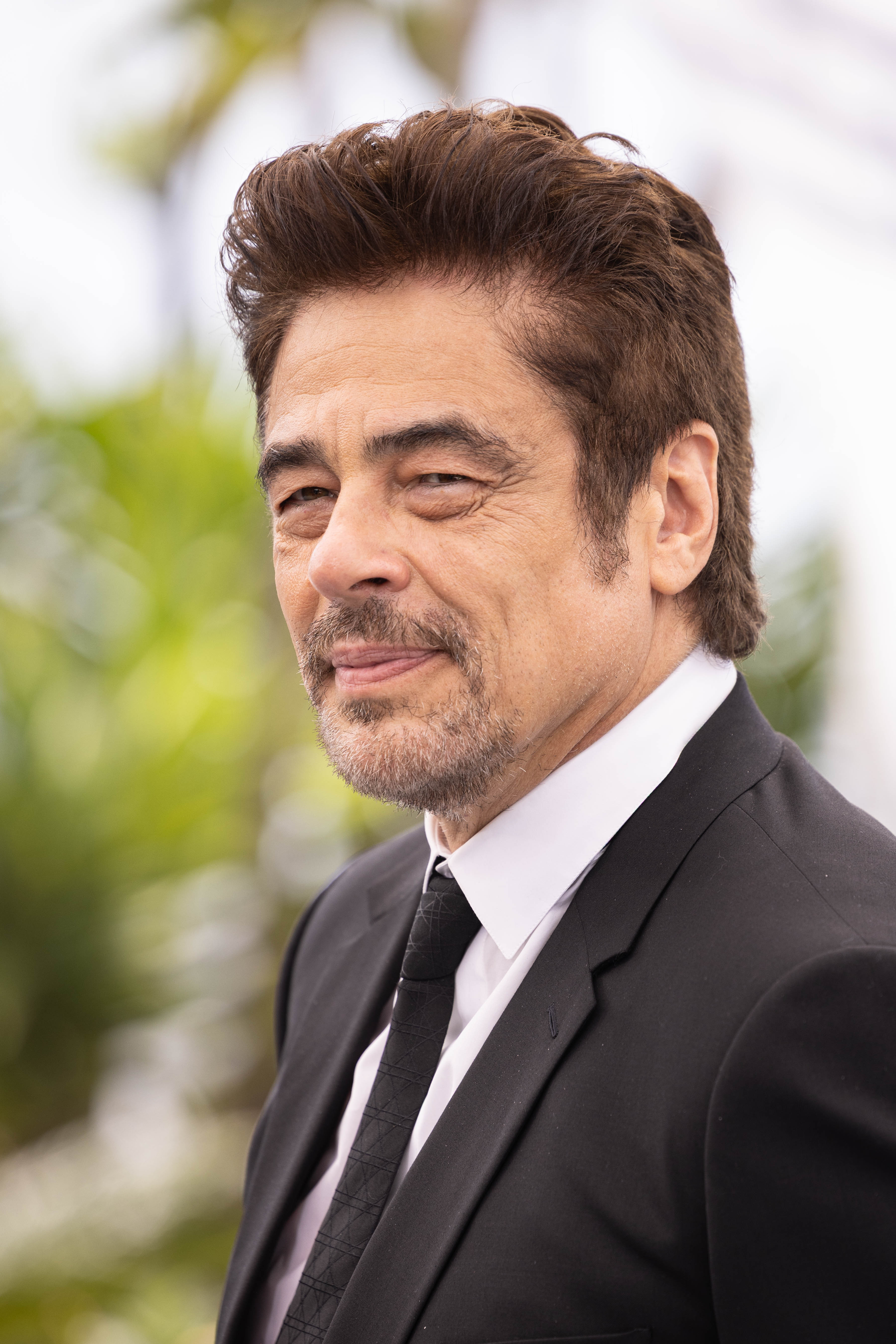
Benicio del Toro bei den Internationalen Filmfestspielen von Cannes 2025

Benicio del Toro (* 19. Februar 1967 in San Juan) ist ein puerto-ricanischer Schauspieler.
Für seine Rolle des Javier Rodríguez in Steven Soderberghs Traffic – Macht des Kartells erhielt er 2001 einen Oscar als bester Nebendarsteller sowie einen BAFTA Award, Golden Globe Award und Screen Actors Guild Award.

## Leben
Benicio del Toro kam als zweiter Sohn von Gustavo del Toro und Fausta Sánchez-del Toro zur Welt. Seine Eltern waren wohlhabende Anwälte in Puerto Rico, wo del Toro auch den größten Teil seiner Kindheit verbrachte. Als er neun war, starb seine Mutter an Hepatitis. Zunächst kümmerte sich seine Patentante Sarah Del Torres, ebenfalls eine Anwältin, um ihn. In der katholischen Schule, auf die er ging, war er als lebhafter Schüler bekannt.
Nachdem sein Vater eine neue Ehe geschlossen hatte, kam del Toro mit 13 Jahren auf ein Internat in Pennsylvania, USA. Del Toro war hier zunächst auf sich allein gestellt, da er das erste Mal von seiner Familie getrennt war und anfangs nur wenig Englisch sprach. Er fand aber vor allem über das Basketballspielen Kontakt und Freunde. Im Jahr 1985 schloss er die Schule ab, zu seinem Abschlussjahrgang gehörte auch Michael Davies, der später Who Wants to Be a Millionaire? produzierte.
Mit 18 Jahren schrieb sich del Toro an der University of California in San Diego ein, wo er im Hauptfach Wirtschaftswissenschaft belegte. Eigentlich sollte er der Familientradition folgen und Anwalt werden, auch er selbst hatte eine Karriere als Schauspieler vorher nie in Betracht gezogen. An der Universität aber bewarb er sich erfolgreich für eine Rolle in einem Theaterstück. Da die Regeln für die Besetzung des Stücks besagten, dass man entweder mindestens im zweiten Studienjahr sein musste oder in drama, also Theaterwissenschaft, eingeschrieben sein musste, änderte del Toro sein Hauptfach kurzerhand in drama um. Seiner Familie erzählte er davon erst später. Als offensichtlich wurde, dass er es mit der Schauspielerei ernst meinte, unterstützte die Familie ihn zunächst nur zögernd. Sein älterer Bruder Gustavo, der an der UCLA in Los Angeles Physik studierte, ließ ihn aber bei sich wohnen.
Zu der Ansicht seiner Familie und der Patentante, die in der Schauspielerei keinen sicheren Beruf sahen, sagte er: “I didn’t see it that way. I saw it as a marriage”. Zwar hätte er nichts dagegen gehabt, Anwalt zu werden, er sehe sogar gewisse Parallelen zwischen dem Beruf des Anwalts und dem des Schauspielers. In der Schauspielerei aber meinte er, seine Berufung gefunden zu haben, auch wenn er damit der Einzige seiner Familie sei, der einen künstlerischen Beruf anstrebe.
Benicio del Toro ging nach New York an die Schauspielschule Circle in the Square, die direkt am Broadway liegt. Kurze Zeit später kehrte er nach Kalifornien zurück – für die Stella Adler Academy of Acting in Los Angeles erhielt er ein Stipendium und studierte dort einige Jahre. Del Toro sagte, er habe Stella Adler, die 1992 starb, sehr viel zu verdanken.
Im November 2011 erwarb er zusätzlich zu seiner bestehenden US-amerikanischen die spanische Staatsangehörigkeit, die ihm aufgrund bestehender Familienbeziehungen nach Barcelona verliehen wurde.
Beim 71. Filmfestival von Cannes 2018 wurde er als Jurypräsident für die Nebenreihe Un Certain Regard ausgewählt.
Aus einer Beziehung mit Kimberly Stewart, der Tochter von Rod Stewart, hat del Toro eine im August 2011 geborene Tochter.

## Filmisches Schaffen

### Erste Auftritte als Gegner von Crockett und Bond
Zwei Jahre nach seinem Schulabschluss in Mercersburg ergatterte del Toro nach der Mitwirkung in mehreren Theaterprojekten seinen ersten Auftritt im Film, wenn auch erst einmal im Fernsehen. Er wurde in der Krimiserie Miami Vice für eine Nebenrolle besetzt. Nach der Folge Showbusiness (Everybody’s in Showbiz) im Frühjahr 1987 gab es noch mehrere kleine Rollen für ihn im Fernsehen. Del Toro hatte allerdings nicht viel übrig für die Arbeit im TV, sie war ihm zu oberflächlich und zu rasch, ihm fehlte dabei die Zeit, den Charakter der jeweiligen Figur zu entwickeln.
Arbeit bei Kinoproduktionen war zunächst selten und nur in geringem Umfang für ihn zu haben. Zwischen 1988 und 1994 spielte er in mehreren Filmen kleinere und größere Nebenrollen, die ihn aber noch nicht bekannt machen. Eine der wichtigsten dieser Rollen für ihn war jene als Dario, ein sadistischer Handlanger des Gegenspielers von James Bond in Lizenz zum Töten im Jahr 1989.
Während dieser Zeit, del Toro war Anfang bis Mitte zwanzig, spielte er schon Nebenrollen in Filmen mit Sean Penn (Indian Runner), John Cusack (Money for Nothing), Javier Bardem (Huevos de Oro), Rosie Perez (Fearless – Jenseits der Angst) und Ed Harris (China Moon). Mit der italienischen Schauspielerin Valeria Golino spielte er in zwei Produktionen zusammen (Big Top Pee Wee und Indian Runner), von 1988 bis 1992 waren die beiden miteinander verlobt.

### Die üblichen Verdächtigen
Als Durchbruch seiner Filmkarriere kann die Rolle des Fred Fenster in Die üblichen Verdächtigen gelten. Er mimt dabei einen Außenseiter unter den Gangstern, der im Anzug und mit überheblicher Miene ein eigenes Englisch spricht. Diese Interpretation eines eigentlich eher eindimensional angelegten Kriminellen brachte ihm 1995 zum ersten Mal den Independent Spirit Award als Best Supporting Male ein. Der Film hatte Erfolg an den Kinokassen und erlangte zudem einen gewissen Kultstatus.

### Filmrollen vor dem Oscar

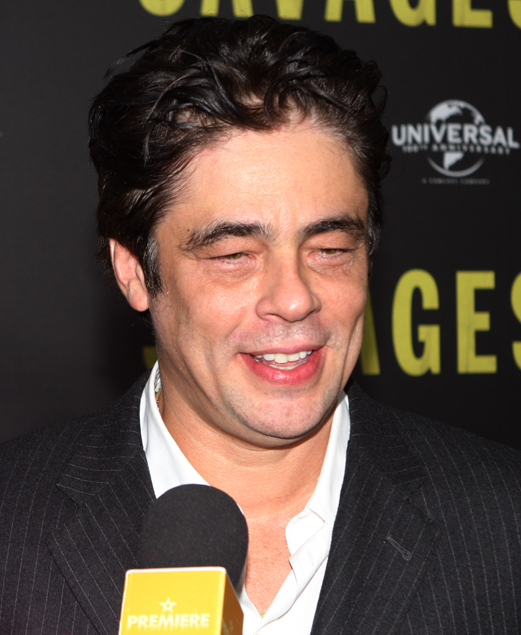
Benicio del Toro (2012)

In den Jahren 1995 und 1996 hatte del Toro zunächst viel zu tun, er spielte bei vier Produktionen innerhalb eines Jahres mit und drehte selber einen Kurzfilm namens Submission. Dieser Rhythmus war ihm zu schnell, er vermisste die Zeit, die er benötigte, um sich in die Figuren wirklich einzufinden. Unter den Filmen, in denen er mitspielte, ist eine Produktion mit Wesley Snipes und Robert De Niro (The Fan) sowie eine Biographie über Jean-Michel Basquiat, einen Künstler mit Hang zur Selbstzerstörung, der im Umfeld Andy Warhols im New York der Achtziger lebte. Im Folgenden drosselte del Toro das Tempo und spielte an der Seite von Alicia Silverstone auf ihren Wunsch als Entführer wider Willen in Ärger im Gepäck. Dies war zwar eine erste größere Rolle in einem verhältnismäßig teuren Film, ein Kassenerfolg war der Film aber nicht.
Für seine Rolle des Dr. Gonzo an der Seite von Johnny Depp in Fear and Loathing in Las Vegas legte er 1998 mehr als 20 Kilogramm Körpergewicht zu, um der von Oscar Zeta Acosta inspirierten Rolle des Anwalts eine gewisse Feistheit verleihen zu können.
Im Jahr 2000 kamen wieder mehrere Filme mit del Toro in die Kinos. Unter der Regie Guy Ritchies spielte er in Snatch – Schweine und Diamanten eine Nebenrolle als Gangster mit Hang zu Glücksspiel und schicken Klamotten. In der ersten Regiearbeit von Christopher McQuarrie, The Way of the Gun, spielte er wiederum einen Kriminellen. An der Seite von Ryan Phillippe kidnappte er eine hochschwangere Leihmutter, um Geld von ihren reichen Auftraggebern zu erpressen. McQuarrie schrieb schon das Drehbuch für Die üblichen Verdächtigen.

### Erfolg mit Traffic
Der dritte Film im Jahr 2000 mit del Toro, der noch Ende Dezember in New York und Los Angeles gezeigt wurde, entwickelte sich zu einem Höhepunkt seiner Filmografie. Die Wahl des Starttermins ermöglichte, den Film noch für das Filmjahr 2000 als Vorschlag in die Academy Awards im März 2001 eingehen zu lassen.
In Traffic spielte del Toro einen eher zynischen, aber nicht unsympathischen Drogenfahnder in Mexiko, der versucht, sich zwischen der eigentlich erforderlichen beruflichen Integrität und der ihn umgebenden Korruption und Gefahr treu zu bleiben.
Benicio del Toro wurde für seine Darstellung des Javier Rodríguez als Bester Nebendarsteller mit einem Oscar ausgezeichnet. Drei weitere Oscars gehen an den Film, einer davon an Regisseur Steven Soderbergh. Weitere Auszeichnungen an del Toro, neben vielen anderen, beinhalten einen Silbernen Bären auf der Berlinale 2001 und einen Golden Globe Award.

### Filme nach dem Oscar
Seit 2001 hat del Toro in weiteren Filmen mitgewirkt, darunter als geistesgestörter Indianer in Das Versprechen. Die Rolle brachte ihm 2002 eine Nominierung für den ALMA Award ein. 2003 war er in 21 Gramm zu sehen, dem zweiten Film des mexikanischen Regisseurs Alejandro González Iñárritu. Del Toro spielte eine tragende Nebenrolle als depressiver Ex-Häftling, der große Schuld auf sich lädt, als er einen Vater mit seinen zwei kleinen Töchtern überfährt. Für seine Darstellung war er 2004 erneut als bester Nebendarsteller für den Oscar nominiert, musste die Trophäe aber Tim Robbins überlassen. In der Comicverfilmung von Sin City von Robert Rodriguez spielte er 2005 die Nebenrolle des brutalen Polizisten Rafferty, dessen Tod fast den Bruch eines Waffenstillstandes zwischen Mafia, Polizei und Prostituierten zur Folge hat.
Sein Erfolg bei Kritik und Publikum hat del Toro einige Angebote für Hauptrollen eingebracht, was sich erst mit einiger Verzögerung niederschlägt. An der Seite von Halle Berry hatte er eine größere Rolle in dem Drama Eine neue Chance übernommen, der in Deutschland im Juni 2008 in die Kinos kam. In einem Filmprojekt von Steven Soderbergh namens Che über den lateinamerikanischen Revolutionär Che Guevara übernahm del Toro die Titelrolle. Die Filmbiografie umfasst zwei Spielfilme, Che – Revolución hat die frühen Jahre, Che – Guerrilla die Jahre bis zu Guevaras Tod in Bolivien 1967 zum Thema. Die Premiere der Filme fand im Rahmen der Filmfestspiele von Cannes im Mai 2008 statt, wo del Toro für seine Rolle mit dem Darstellerpreis ausgezeichnet wurde.
2010 war del Toro mit Wolfman im Kino zu sehen. In der Neuverfilmung des Horrorklassikers aus dem Jahr 1941 übernahm er die Titelrolle. Im selben Jahr wurde er in die Wettbewerbsjury der 63. Filmfestspiele von Cannes berufen.

## Filmografie

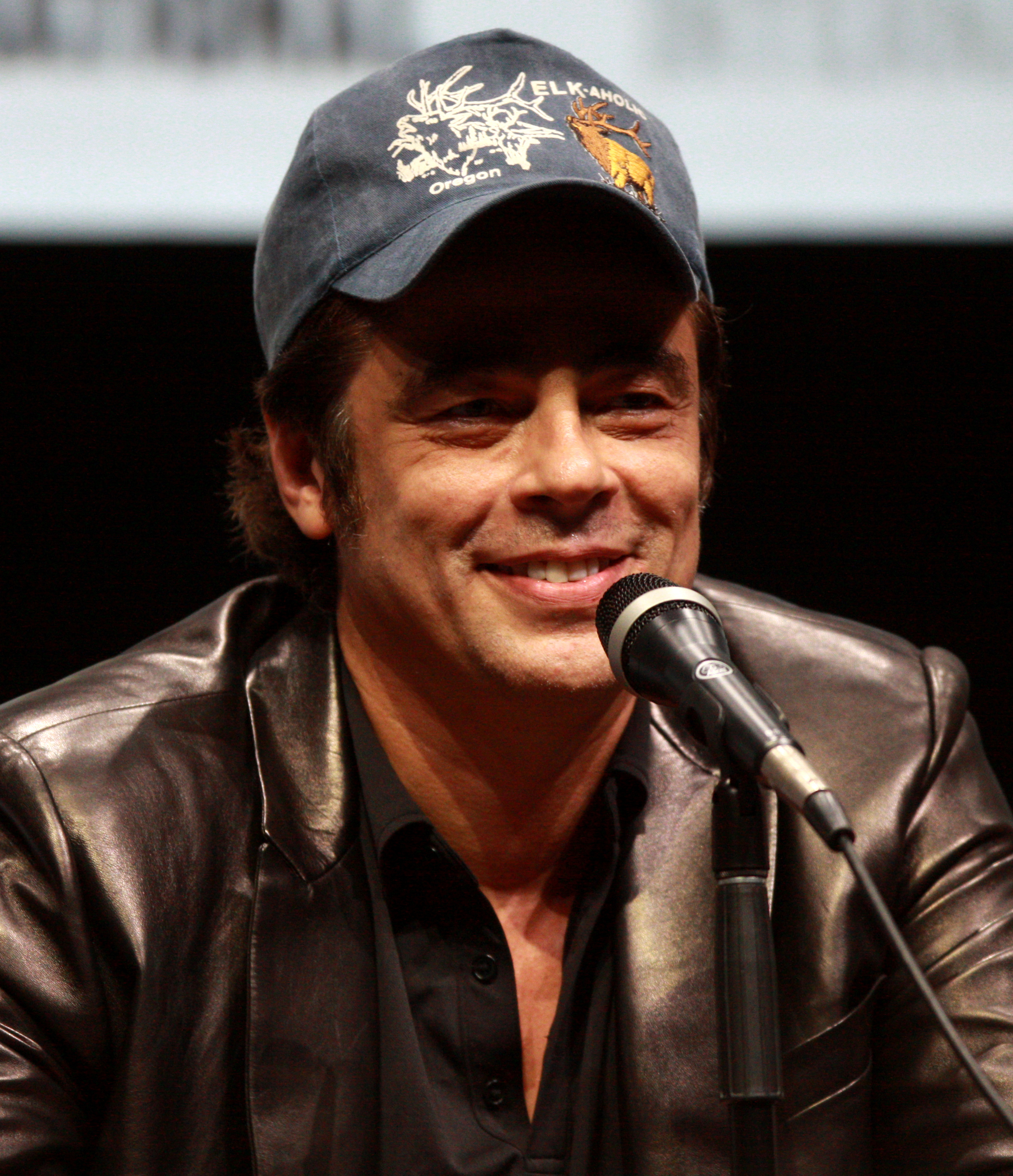
Benicio del Toro bei der Comic-Con 2013

- 1987: Miami Vice (Fernsehserie, Episode 3x23)
- 1988: Big Top Pee-wee (Big Top Pee-wee)
- 1989: James Bond 007 – Lizenz zum Töten (License to kill)
- 1990: Drug Wars – Das Camarena-Komplott (Drug Wars – The Camarena Story)
- 1991: Indian Runner (The Indian Runner)
- 1992: Christopher Columbus – Der Entdecker (Christopher Columbus – The Discovery)
- 1993: Money for Nothing (Money for Nothing)
- 1993: Fearless – Jenseits der Angst (Fearless)
- 1993: Macho (Huevos de oro)
- 1994: China Moon
- 1994: Unter Haien in Hollywood (Swimming with Sharks)
- 1994: Geschichten aus der Gruft (Tales from the Crypt, Fernsehserie, Episode 6x06)
- 1995: Die üblichen Verdächtigen (The Usual Suspects)
- 1996: Die Fahrt ins Nirgendwo (Joyride)
- 1996: The Fan
- 1996: Basquiat
- 1996: Das Begräbnis (The Funeral)
- 1997: Ärger im Gepäck (Excess Baggage)
- 1998: Fear and Loathing in Las Vegas
- 2000: The Way of the Gun
- 2000: Snatch – Schweine und Diamanten (Snatch)
- 2000: Traffic – Macht des Kartells (Traffic)
- 2001: Das Versprechen (The Pledge)
- 2003: 21 Gramm (21 Grams)
- 2003: Die Stunde des Jägers (The Hunted)
- 2005: Sin City
- 2007: Eine neue Chance (Things We Lost in the Fire)
- 2008: Che – Revolución (Che – Part One: The Argentine)
- 2008: Che – Guerrilla (Che – Part Two: Guerrilla)
- 2010: Wolfman
- 2010: Somewhere
- 2012: Savages
- 2013: Thor – The Dark Kingdom (Thor: The Dark World)
- 2013: Jimmy P. – Psychotherapie eines Indianers (Jimmy P. (Psychotherapy of a Plains Indian))
- 2014: Guardians of the Galaxy
- 2014: Inherent Vice – Natürliche Mängel (Inherent Vice)
- 2014: Escobar: Paradise Lost
- 2015: A Perfect Day
- 2015: Sicario
- 2015: Der Kleine Prinz (The Little Prince)
- 2017: Star Wars: Die letzten Jedi (Star Wars: The Last Jedi)
- 2018: Avengers: Infinity War
- 2018: Sicario 2 (Sicario: Day of the Soldado)
- 2018: Escape at Dannemora (Fernsehserie, 7 Folgen)
- 2019: Dora und die goldene Stadt (Dora and the Lost City of Gold)
- 2021: No Sudden Move
- 2021: The French Dispatch
- 2021: What If…? (Fernsehserie, Episode 1x02, Stimme)
- 2023: Reptile (auch Drehbuch)
- 2025: Der phönizische Meisterstreich (The Phoenician Scheme)

## Auszeichnungen (Auswahl)
- 1996: Independent Spirit Award als bester Nebendarsteller für seine Rolle in Die üblichen Verdächtigen
- 1997: Independent Spirit Award als bester Nebendarsteller für seine Rolle in Basquiat
- 2001: Oscar als bester Nebendarsteller für seine Rolle in Traffic – Macht des Kartells
- 2001: British Academy Film Award als bester Nebendarsteller für seine Rolle in Traffic – Macht des Kartells
- 2001: Golden Globe Award als bester Nebendarsteller für seine Rolle in Traffic – Macht des Kartells
- 2004: Special Distinction Award der Independent Spirit Awards für seinen Beitrag in 21 Gramm, geteilt mit anderen Mitwirkenden des Films
- 2008: Darstellerpreis der Filmfestspiele von Cannes für seine Rolle im zweiteiligen Filmprojekt Che (The Argentine, Guerilla)